# Дураджи, Валентин Николаевич
Валентин Николаевич Дураджи (род. 12 марта 1942, Одесская область) — советский, молдавский и российский физик, профессор, доктор технических наук, изобретатель в области электрофизической и электрохимической обработки металлов, автор электролитно-плазменной обработки металлов при анодном процессе.

## Биография
Родился 12 марта 1942 года в селе Василевка Болградского района Одесской области УССР в семье бессарабских болгар — Дураджи Николая Дмитриевича и Дураджи (Кондовой) Феодоры Степановны. Является потомком известного османского морехода и пирата Дураджи-бея. В 1959 году окончил Болградскую среднюю школу № 1, (сейчас Болградская гимназия имени Г. С. Раковского) и поступил в Молдавский государственный университет на физическое отделение физико-математического факультета, которое окончил в 1964 году.
С 1964 г. до июня 1965 г. служил в Советской Армии (г. Енисейск Красноярского края) в артиллерии.
С 1965 по 1980 годы работал в институте прикладной физики Академии наук Молдовы в должностях лаборанта, инженера, младшего научного сотрудника, старшего научного сотрудника.
В 1973 году, под руководством академика Лазаренко Бориса Романовича, окончил аспирантуру, защитил кандидатскую диссертацию в Тульском политехническом институте, и получил Диплом кандидата наук по специальности: «Процессы и оборудование в электрофизической и электрохимической обработке материалов».
С 1980 по 2001 годы работал в Техническом Университете Молдовы в должностях доцента, затем профессора кафедры Теоретических основ электротехники. В 1983 году получил Аттестат доцента.
В 1990 году Дураджи В. Н. защитил докторскую диссертацию в Ленинградском электротехническом институте, и получил Диплом доктора технических наук по специальностям: «Электротермические процессы и установки» и «Процессы механической и физико-химической обработки». В 1993 году получил Аттестат профессора по кафедре теоретических основ электротехники КПИ им. С. Лазо.
С 2003 по 2017 годы работал в Федеральном государственном автономном образовательном учреждении высшего образования "Национальный исследовательский технологический университет «МИСиС» в должностях доцента, затем профессора кафедры Электротехники и микропроцессорной электроники и профессора кафедры Общей физики. В 2005 году получил Аттестат профессора кафедры электротехники и микропроцессорной электроники.
Основными областями научного интереса профессора Дураджи В. Н. являются: Процессы и оборудование электрофизической и электрохимической обработки материалов, в частности электролитно-плазменная обработка материалов: термическая и химико-термическая обработка металлов и сплавов, а также электролитно-плазменная полировка поверхности металлических изделий при анодном процессе.
Им опубликовано 3 монографии, 23 авторских свидетельств и патентов на изобретения, 119 статей. Также издано 17 методических пособий по курсам «Теоретические основы электротехники», «Электротехника и электроника» и «Общая электротехника и электроника», в их числе рекомендованные Министерством образования РФ в качестве учебных пособий для студентов высших учебных заведений, в рамках Профессиональной образовательной программы Юнита. Неоднократно публиковался в научных журналах «Известия Академии наук Республики Молдова» и «Электронная обработка материалов».
Общий научно-педагогический стаж профессора Дураджи В. Н. — 52 года. Результаты его научно-исследовательских разработок со значительным технико-экономическим эффектом внедрены на ряде предприятий различных стран.